# 1993년 9월
| 1993년: 1월 · 2월 · 3월 · 4월 · 5월 · 6월 · 7월 · 8월 · 9월 · 10월 · 11월 · 12월 |

| <          | 1993년 9월 | 1993년 9월 | 1993년 9월  | 1993년 9월  | 1993년 9월 | >          |
| 일         | 월         | 화         | 수          | 목          | 금         | 토         |
|            |            |            | 1 7.15 을유 | 2 16 병술   | 3 17 정해  | 4 18 무자  |
| 5 19 기축  | 6 20 경인  | 7 21 신묘  | 8 22 임진   | 9 23 계사   | 10 24 갑오 | 11 25 을미 |
| 12 26 병신 | 13 27 정유 | 14 28 무술 | 15 29 기해  | 16 8.1 경자 | 17 2 신축  | 18 3 임인  |
| 19 4 계묘  | 20 5 갑진  | 21 6 을사  | 22 7 병오   | 23 8 정미   | 24 9 무신  | 25 10 기유 |
| 26 11 경술 | 27 12 신해 | 28 13 임자 | 29 14 계축  | 30 15 갑인  |            |            |

| 편집하기 |

## 1993년9월 26일
- 대한민국의 우리별 2호 위성, 남아메리카 프랑스령 기아나 쿠루 우주기지서 발사를 성공하다.

## 1993년9월 23일
- 대한민국 김영삼 대통령, 새 대법원장에 윤관 대법관 겸 중앙선거관리위원회 위원장에 지명하다.
- 2000년 하계 올림픽 개최지로 오스트레일리아 시드니가 선정되다.

## 1993년9월 19일
- 세인트키츠 네비스가 독립하다.

## 1993년9월 14일
- 대한민국 김영삼 대통령과 프랑수아 미테랑 프랑스 대통령이 청와대에서 정상회담을 가졌다.
- 빌 클린턴 미국 대통령, 북미자유무역협정에 서명하다.

## 1993년9월 13일
- PLO의 야세르 아라파트 의장과 이스라엘의 이츠하크 라빈 총리가 오슬로 평화 협정에 서명하다.

## 1993년9월 7일
- 대한민국, 국회, 행정부, 법원, 헌법재판소, 중앙선거관리위원회의 1급 이상 고위공직자와 국영기업체 상근 임원 등 1,166명의 재산을 일괄 공개하는 공직자 재산 공개를 단행하다.